# Nahum Galmor
Nahum Galmor, född 17 augusti 1948 i Bukarest i Rumänien, är en italiensk-israelisk affärsman som bor i Schweiz. Han är sedan 2003 ägare och ordförande för det nederländska företaget Thermphos. Under senare år har han tillsammans med den ryske oligarken Arcadi Gaydamak och några bankmän varit inblandad i en rättskonflikt gällande penningtvätt och en eventuell försäljning av kemiska preparat till Iran.